# Louis Lacombe (compositeur)
Pour les articles homonymes, voir Louis Lacombe et Lacombe.
Louis Lacombe [Trouillon-Lacombe] est un pianiste et compositeur français, né à Bourges le 26 novembre 1818 et mort à Saint-Vaast-la-Hougue le 30 septembre 1884.

## Biographie

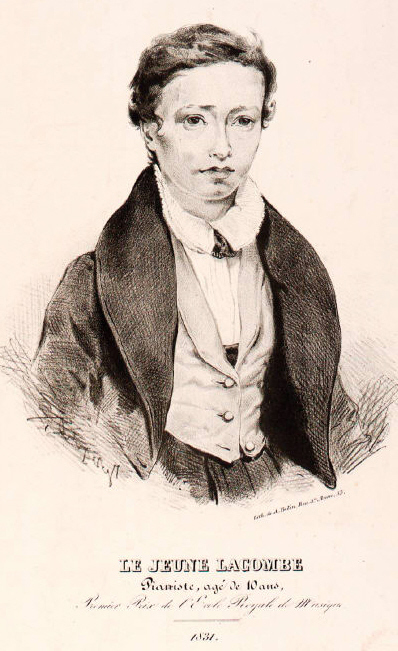
Louis Lacombe à l’âge de 12 ans (et non de 10 ans), en 1831, alors qu’il venait de remporter le 1er prix de piano à l'École royale de musique, nom de l'époque du conservatoire de Paris.

Louis Lacombe reçut les premières leçons de musique de sa mère, née Félicie Chedin (1800-1863). À peine âgé de sept ans, il joua du piano dans un concert donné au théâtre pour les incendiés de Salins. En 1828, son père, Louis (1793-1864), instituteur, alla s’établir à Paris, afin que son fils sût y développer son talent naissant. Admis au conservatoire de Paris, le 10 avril 1829, le jeune Lacombe y fut élève de Zimmerman pour le piano, et obtint le premier prix au concours de 1831, avant d’avoir accompli sa treizième année [alors qu’il avait encore des difficultés à atteindre les pédales].
Il sort de cette école le premier octobre 1832, et bientôt après, il entreprit avec son père, sa mère, et sa sœur (Félicie Lacombe), devenue son élève, un voyage en France, en Allemagne, recueillant partout des applaudissements accordés à son talent précoce. Arrivé à Vienne, Lacombe développa ce talent sous le rapport du mécanisme par les leçons de Carl Czerny, et apprit, sous la direction de Fischoff, à interpréter les œuvres classiques de Haydn, de Mozart, de Haendel, de Bach et de Beethoven. L’instruction du jeune artiste se compléta dans l’harmonie et le contrepoint, dont il fit un cours chez Simon Sechter ; le maître de chapelle Seyfried lui enseigna la facture de la fugue et l’instrumentation. Ce fut à Vienne que le jeune Lacombe écrivit ses premières compositions, lesquelles consistaient en quelques morceaux pour le piano, et deux ouvertures pour l’orchestre. Après plusieurs années de séjour dans cette ville, il reprit le cours de ses pérégrinations avec sa mère et sa sœur, en 1840 visita Dresde, la Saxe, les villes du Rhin, et rentra à Paris à la fin de cette même année.
Depuis cette époque jusqu’en 1842, il publia quelques œuvres brillants et gracieux pour le piano qui furent bien accueillis [...]. Jugeant toutefois que ses études de composition n’avaient pas été complètes, il prit des leçons de M. Barbereau pour l’harmonie, lut et médita les traités de contrepoint de Cherubini et de Fétis, et acheva avec courage cette nouvelle excursion dans le domaine de la science.
Marié à vingt-quatre ans à une femme qui possédait une modeste aisance, Lacombe put se livrer avec plus de liberté à la composition : c’est alors que parurent Les Harmonies de la nature, pour piano, la grande étude en octaves, le second trio pour piano (en la mineur), supérieur au premier sous le rapport du développement des motifs et de la facture, ainsi que quelques pièces de moindre importance. Le 21 mars 1847, il donna dans la salle du Conservatoire un concert où l’on exécuta une ouverture de sa composition, plusieurs morceaux de chant, dont un (L’Ondine et le Pêcheur) a obtenu un succès de vogue, et une symphonie dramatique intitulée Manfred, qui appartient au genre descriptif et scénique par lequel Berlioz, Félicien David, M. Douay et quelques autres compositeurs ont entrepris de donner une direction nouvelle à l’art.
Déjà M. Lacombe avait fait entrevoir son penchant pour ce genre dans une ouverture qui avait pour titre Mitternacht (Minuit), et qui fut exécutée à Dresde en 1840, dans un concert qu’il y donna. Le 26 mars 1859, une autre symphonie dramatique de Lacombe, intitulée Arva, ou les Hongrois, fut exécutée dans un second concert donné par lui. La marche des Racoleurs, tirée de cet ouvrage, et arrangée pour piano, à deux et à quatre mains, a été publiée chez Heugel à Paris. À l’exception de quelques fragments d’une Épopée lyrique, qui ont été exécutés aux concerts de la Société de Sainte-Cécile, sous la direction de M. Seghers, et de la Société des jeunes artistes, dirigée par M. Pasdeloup, aucun grand ouvrage du genre de Manfred et d’Arva, composé par Louis Lacombe, n’a été entendu après ceux-ci, quoiqu’il ait beaucoup écrit. Ce n’est qu’au prix de grands sacrifices qu’un compositeur peut se donner la satisfaction d’entendre ses productions lorsqu’elles ont des proportions gigantesques d’orchestre et de chœurs ; car elles occasionnent des dépenses considérables pour les répétitions et l’exécution. L’exagéré est la maladie des artistes de l’époque actuelle : ils ne peuvent se décider à rester dans des limites plus modestes, parce qu’ils se persuadent que l’effort est le génie.
M. Louis Lacombe a fait représenter au Théâtre-Lyrique, le 16 janvier 1861, un opéra-comique en un acte, intitulé La Madone, où les proportions de la musique étaient en désaccord avec la simplicité du sujet, bien qu’il y eût du mérite dans la manière dont la partition était écrite. On y remarquait l’erreur qui vient d’être signalée : la haine du simple ! ».
Son ouvrage intitulé "Philosophie et musique" a été publié en 1896, à titre posthume.

## Vie privée
Louis Lacombe a épousé :
- en premières noces, le 30 mars 1843 à Paris IIe, Magdeleine, Marie, Louise Simon (née en 1801 à Metz, et décédée le 23 août 1868 à Paris XVIe).
- en secondes noces, le 11 septembre 1869 à Paris XVIe, Eugénie Claudine Duclairfait (née le 17 janvier 1831 à Voisinlieu, et décédée le 8 septembre 1902 à Saint-Vaast-la-Hougue). Fille d'un aubergiste, elle se produisait sur scène comme cantatrice soprano sous le pseudonyme d'Andréa Favel. En 1876, elle a publié en 1876 une méthode de chant (sous le nom Andrée Lacombe) intitulée : "La Science du mécanisme vocal et l'art du chant".

## Œuvres[4]

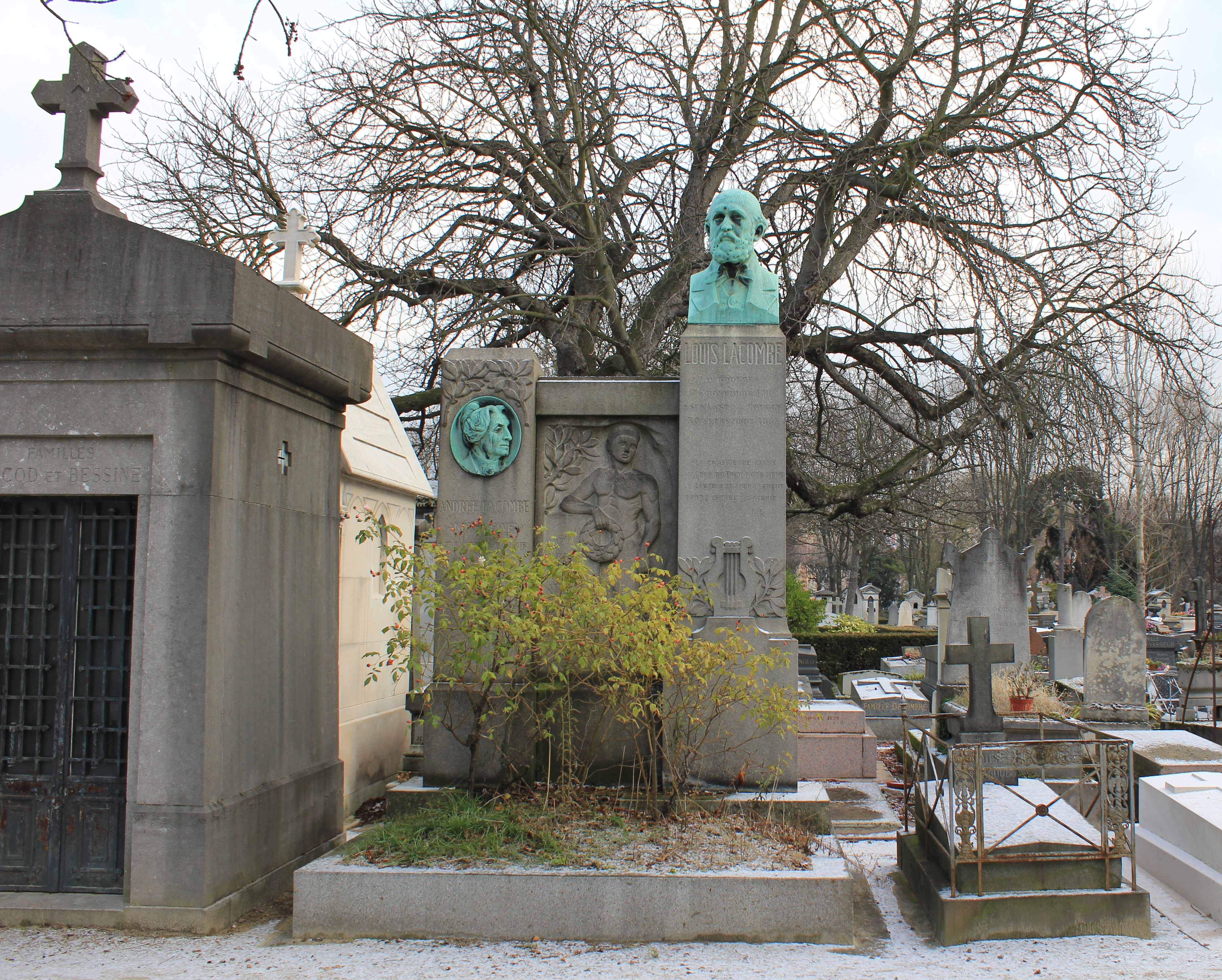
Tombe au cimetière du Père-Lachaise.

Lacombe composa des centaines d’œuvres, dans presque tous les genres, témoignant qu’il était manifestement plus à l’aise dans l’écriture de brèves pièces légères, ce que Fétis souligne à la fin de sa notice : « Parmi le grand nombre de morceaux de piano publiés par cet artiste estimable, on a distingué particulièrement les œuvres qui ont pour titre Deux nocturnes (op. 50) ; Marche turque ; Simples mélodies ; Larmes et sourires ; douze Lieder pour voix seule, avec accompagnement de piano » . De fait, point de sonate pour piano, par exemple.
Son œuvre la plus connue, une symphonie dramatique intitulée Sapho, fut sélectionnée pour être exécutée lors de l’exposition universelle de Paris en 1878.
Sa musique se distingue principalement par l’inventivité mélodique ainsi que par l’usage de la syncope et de l’hémiole ; du point de vue de la complexité harmonique, Lacombe dépasse rarement l’accord de septième diminuée.
- Opéras & musique de scène
  - La Korrigane, opéra
  - La Madone, opéra comique (représenté à Paris le 16 janvier 1861)
  - Winkelried, opéra (représenté à Genève le 17 février 1892)
  - Le tonnelier de Nuremberg, opéra comique (représenté à Coblence le 7 mars 1897)
  - La reine des eaux, opéra (représenté en Allemagne en mars 1901)
  - Der Kreuzritter, opéra comique
  - L’Amour, musique de scène
  - etc.

- Orchestre
  - Ouverture de concert, op. 91, en si mineur
  - Manfred, symphonie dramatique (composée en 1847)
  - Arva, ou les Hongrois, symphonie dramatique (composée en 1850)
  - Sapho, symphonie dramatique (composée en 1878)
  - Lassan et Friss, fantaisie hongroise
  - Au tombeau d’un héros, pour violon & orchestre
  - Mitternacht, ouverture

- Musique de chambre
  - Trio avec piano, op. 12, en ré mineur (éd. Lemoine)
  - Quintette avec piano, op. 26, en fa dièse mineur (piano & violon, hautbois, basson (violoncelle) & violoncelle (contrebasse) ou quatuor à cordes)
  - Trio pour piano, op. 41, en la mineur (éd. Costallat)
  - Le château, op. 92, en ut majeur, pour quatuor à cordes (éd. Joubert)
  - 9 œuvres pour violon & piano
  - Nombreuses autres œuvres pour 1 instrument & piano

- Pièces pour piano
  - Grand Caprice ou Sonate fantastique, op. 1, en fa (éd. Lemoine)
  - Les Adieux à la patrie, caprice, op. 2 (éd. Lemoine)
  - 6 Études de style et mécanisme, op. 10 (éd. Heugel)
  - Le retour du guerrier, op. 14
  - Grandes études op. 19
  - Grande fantaisie de concert sur Beatrice de Tenda de Bellini, op. 20 (éd. Heugel)
  - Polonaise brillante, op. 21, en ré majeur (éd. Joly)
  - Les Harmonies de la nature, op. 22
  - Rondeau fantastique, op. 36
  - Grande étude en octaves, op. 40, en mineur
  - Étude de concert, op. 43, en ut majeur (éd. Heugel)
  - Choral, grande étude de concert, op. 45 (éd. Heugel)
  - Deux nocturnes, op. 50
  - 6 Romances et chants sans paroles, op. 52 (éd. Heugel)
  - Impromptu, op. 62 (éd. Richault)
  - Marche turque
  - Simples mélodies
  - Larmes et sourires
  - Études

- Musique sacrée
  - Une quinzaine d’œuvres, dont une Messe, une Petite messe, etc.

- Musique chorale
  - Nombreux chœurs (avec orgue, avec orchestre et a cappella) et cantates

- Chant & piano
  - Une centaine de mélodies pour voix & piano